# Schlomo Benizri

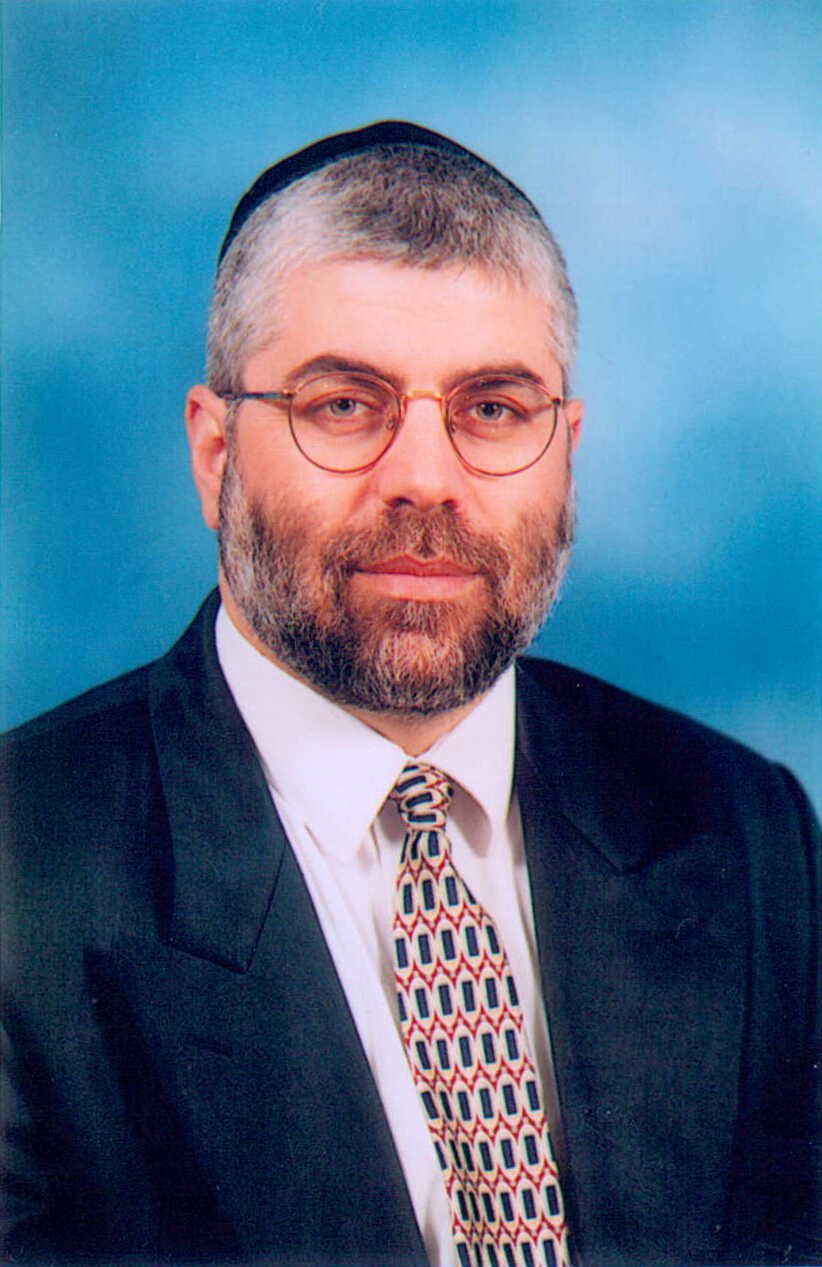
Schlomo Benizri

Schlomo Benizri (hebräisch שְׁלֹמֹה בֵּנִיזְרִי; * 7. Februar 1961 in Haifa, Israel) ist ein israelischer Politiker und Mitglied der Schas-Partei. Er vertrat Schas in der Knesset von 1992 bis 2008, er war u. a. tätig als stellvertretender Gesundheitsminister, Gesundheitsminister und Minister für Wohlfahrt und Soziale Dienste in den späten 1990er und frühen 2000er. Verurteilt wegen Annahme von Bestechungsgeldern, Vertrauensbruch, Verabredung zur gemeinsamen Begehung eines Verbrechens und Strafvereitelung, verbüßte er eine 4-jährige Gefängnisstrafe.

## Leben
Benizri besuchte die Comprehensive High School in Nescher. Anschließend erhielt er an der  ”Or ha_Chaim” (hebräisch אוֹר החַיִּים; lit. Licht des Lebens) Talmud-Universität in Jerusalem seine rabbinische Ordination. Danach war er Direktor der Talmud-Universität und arbeitete als Lektor im Bereich Judaistik. Bei den Wahlen 1992 war er Kandidat der Schas, wurde gewählt und war erstmals Knessetabgeordneter; zuerst war er als parlamentarischer Gruppenvorsitzender der Schas tätig. Er wurde nach den Wahlen 1996 wiedergewählt und am 13. August 1996 zum stellvertretenden Gesundheitsminister in der Regierung Benjamin Netanjahu ernannt, wobei er dieses Amt bis zum 6. Juli 1999 ausübte. Er wurde 1999 wiedergewählt; er stand zuvor auf Platz 5 der Wahlliste der Schas, und wurde in der Regierung von Ehud Barak am 6. Juli 1999 zum Gesundheitsminister ernannt. Er behielt dieses Amt bei, bis Schas die Regierungskoalition am 11. Juli 2000 verließ. Nachdem Ariel Scharon 2001 eine Regierung bildete, kehrte Benizri am 7. März 2001 in das Kabinett als Minister für Wohlfahrt und Soziale Dienste zurück. Als sich Schas am 23. Mai 2002 von der Koalition zurückzog, musste er sein Amt kurzfristig aufgeben, und Ariel Scharon übernahm zwischenzeitlich als Premierminister das Amt des scheidenden Ministers. Als Schas am 3. Juni 2002 in die Regierungskoalition zurückkehrte, wurde Benizri erneut Minister und behielt dieses Amt bis zum Beginn der Wahlen am 28. Februar 2003 bei. Bei den Wahlen 2003 stand er auf Platz 2 der Wahlliste von Schas, und wurde wiedergewählt. Für die israelischen Wahlen 2006 kam er auf Platz 6 der Wahlliste.
Obwohl er in seinem Mandat bestätigt wurde, wurde er am Tag nach den Wahlen, dem 29. März 2006, von der Staatsanwaltschaft wegen Annahme von Bestechungsgeldern und Vertrauensbruchs angeklagt. Die Entscheidung, Benizri erst nach den Wahlen anzuklagen, war schon lange zuvor durch den Staatsanwalt Menachem Masus gefällt worden. Am 1. April 2008 wurde er wegen Annahme von Bestechungsgeldern, Geheimnisverrat, Verabredung zur gemeinsamen Begehung eines Verbrechens und Strafvereitelung für schuldig befunden, weil er Geschenke im Wert von Millionen von Schekeln von dem befreundeten Generalunternehmer Mosche Sela als Entgelt für den Verrat interner Informationen erhalten habe. So habe Benizri dem Generalunternehmer vertrauliche Informationen über Arbeitsmigranten weitergegeben, die voraussichtlich nach Israel einwandern durften.
Am 27. April 2008 verurteilte ihn ein Landgericht zu einer 18-monatigen Gefängnisstrafe und befand seine Handlungen als moralisch verwerflich. Er zog sich noch am selben Tag aus der Knesset zurück und wurde durch Masor Bachaina ersetzt. Sowohl Benizri als auch die Staatsanwaltschaft hatten gegen die Entscheidung Berufung eingelegt. Am 24. Juni 2009 hob das Oberste Gericht die Entscheidung auf und verlängerte die Haftstrafe auf vier Jahre.
Der Knessetabgeordnete der Partei Schas Nissim Ze'ev erklärte dazu: “Er ist ein Opfer des Systems, welches das Schicksal Benizris in die Hände elitärer Richter legt, die nur ihre eigenen Ziele verfolgen, aber die guten Dinge, die Benizri geleistet hat, ignorieren. Ich hege keinen Zweifel daran, dass eine amerikanische Jury ihn besser behandelt hätte. Wir benötigen eine eigene Jury, die aus unseres gleichen besteht.” Und Benizris Bruder, Rabbi David Benizri, erklärte, dass “eine Verschwörung hochrangiger Homosexueller hinter der Entscheidung des Obersten Gerichts stand, die Haftstrafe drastisch zu verlängern ”. Benizri begann seine Haftstrafe am 1. September 2009 im religiösen Abschnitt des Ma'asijahu-Gefängnisses (hebräisch בֵּית סוֹהֵר מַעֲשֽׂיָהוּ) in Ramla abzuleisten. Mitbewohner seiner Gefängniszelle war der ehemalige Präsident Mosche Katzav,  der ab dem 7. Dezember 2011 bis zu seiner Haftentlassung am 21. Dezember 2016 einsaß.

## Kontroversen
Benizri forderte 1998, dass Dana International aus dem Eurovision Song Contest austreten solle, den sie schließlich gewann. Er bemerkte: „Der Eurovision Song Contest interessiert mich so wenig wie das Wetter in der Antarktis, aber als Sohn des jüdischen Volkes beleidigt mich das [Dana Internationals Transsexualität].“
2001 wurde er wegen Rassismus angeklagt, nachdem er erklärte: „Ich verstehe nicht, warum ein Restaurant ein Schlitzauge benötigt, um mir ein Gericht zu servieren.“
2004 in der Kontroverse um The Passion of the Christ verlangten mehrere Abgeordnete der Schas, dass die Vorführung des Films wegen Antisemitismus verboten würde, Benizri widersprach und erklärte, „die Juden richteten Jesus hin“, angeblich weil die Tradition des Sanhedrin die Todesstrafe verlangt hätte. Der Tod Jesu sei eine interne jüdische Angelegenheit, weil es um einen Jeschiwastudenten gehe, der das Judentum verlassen habe und den Sanhedrin ihn daraufhin zum Tode verurteilt habe.
2008 erklärte Benizri, dass mehrere Erdbeben in der Region als ein Zeichen Gottes gegen Israels Toleranz gegenüber Schwulen zu verstehen seien.